# Campanula kastellorizana
Campanula kastellorizana är en klockväxtart som beskrevs av Carlström. Campanula kastellorizana ingår i släktet blåklockor, och familjen klockväxter. Inga underarter finns listade i Catalogue of Life.